# Општина Бодок (Ковасна)
Бодок (рум. Bodoc) општина је у Румунији у округу Ковасна.
Oпштина се налази на надморској висини од 559 m.